# Raymond Probst

Raymond Probst (1984)

Raymond Probst (* 6. März 1919 in Genf; † 9. Mai 2001 in Biel) war ein Schweizer Diplomat.

## Leben

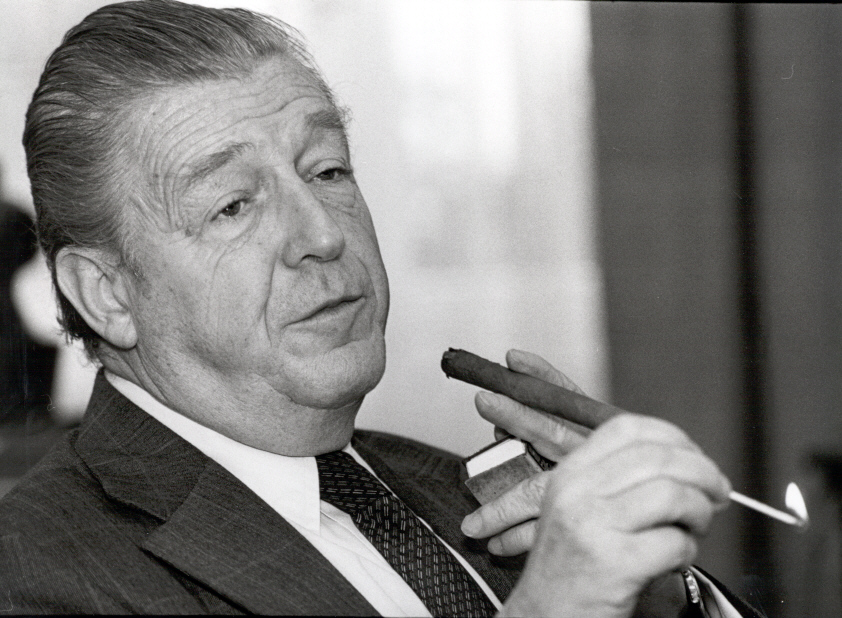
Raymond Probst (1988)

Probst stammte aus einer Familie von Auslandschweizern. Er absolvierte die Schulzeit zunächst in Riga und dann in Biel, nachdem sich die Familie ab 1929 dort niedergelassen hatte. Von 1937 bis 1942 studierte er Jurisprudenz an der Universität Bern, wo er 1954 doktorierte.
Seit 1942 war er für das Eidgenössische Politische Departement tätig. 1945 war er an der Rückführung internierter russischer Soldaten beteiligt, wobei ihm seine Russischkenntnisse zugutekamen.
1959 wurde er Leiter des «Politischen Dienstes West». Von 1966 bis 1976 war er Delegierter für Handelsverträge im Eidgenössischen Volkswirtschaftsdepartement (EVD); 1976 bis 1980 war er Botschafter der Schweiz in Washington, 1980 bis 1984 als Nachfolger von Albert Weitnauer Staatssekretär in der Politischen Direktion.
1984 nach dem Ruhestand blieb Probst seiner inneren Berufung als Präsident der Schweizerischen Gesellschaft für Aussenpolitik noch lange Jahre treu.
Probst war verheiratet mit Annemarie Rey und hatte eine Tochter und einen Sohn.

## Werke
- Die «guten Dienste» der Schweiz. In: Jahrbuch der Schweizerischen Vereinigung für Politische Wissenschaft, 1963, S. 21–49.
- Die Schweiz und die internationale Schiedsgerichtsbarkeit. Polygraphischer Verlag, Zürich 1962. (Sonderdruck aus dem Schweizerischen Jahrbuch für internationales Recht, Bd. XVII, 1960).